# Viola Amherd
Viola Amherd (n. 7 iunie 1962, Brigue-Glis, Cantonul Valais, Elveția) este o personalitate politică elvețiană, membră a partidului „Le Centre” (în română Centrul).
Deputată a cantonului Valais în Consiliul Național începând din mai 2005, ea este consilier federal din 1 ianuarie 2019, conducând Departamentul Federal al Apărării, Protecției Populației și Sportului (DDPS). A fost președinte al Confederației Elvețiene în anul 2024.

## Biografie
Viola Patricia Amherd s-a născut la 7 iunie 1962 în Brig, în cantonul Valais. Este fiica lui Albert Amherd, antreprenor electrician, și a Amandei Imhof, casnică. Părinții săi dețineau un magazin de electronice. Are o soră mai mare cu 14 ani, Myriam.

### Studii
Urmează școala la Brig-Glis, apoi, începând din 1982, studiază dreptul la Universitatea din Fribourg, unde obține o licență în 1987. Își susține succesiv diplomele de notar în 1990, apoi de avocat în anul următor, în cantonul Valais, înainte de a-și deschide propriul birou.

## = Parcurs politic
Intră în politică în cadrul PDC (Partidul Creștin-Democrat) prin intermediul lui Brigitte Hauser-Süess, pe care o asistă ulterior într-o procedură penală legată de regimul termenelor.
Își începe activitatea politică ca membră a consiliului comunal din Brigue-Glis începând din 1992, devenind apoi vicepreședintă între 1996 și 2000 și președintă între 2000 și 2012.
Între 1994 și 2006, este judecătoare supleantă în cadrul Comisiei federale de recurs pentru personalul federal.
Devine consilieră națională la 31 mai 2005, înlocuindu-l pe Jean-Michel Cina[4]. În această calitate, face parte din Comisia pentru afaceri juridice (CAJ) și din Comisia pentru transporturi și telecomunicații (CTT), pe care o prezidează între 25 noiembrie 2013 și 9 decembrie 2015.
Membră a comitetului director și a comitetului prezidențial al PDC din Haut-Valais, a fost de asemenea membră a consiliilor de administrație ale BLS și Migros Valais.

#### Consilieră federală
Cu ocazia reînnoirii Consiliului Federal în 2015, obține 16 voturi în primul tur de scrutin care îl va desemna în cele din urmă pe Guy Parmelin⁠(d).
La 24 octombrie 2018, în urma retragerii lui Doris Leuthard, își anunță candidatura pentru a-i succeda în Consiliul Federal. Este reținută de partidul său pe 16 noiembrie pentru alegeri, pe un bilet comun cu Heidi Z'graggen. La 5 decembrie, Viola Amherd este aleasă de Adunarea Federală cu 148 de voturi din 244 încă din primul tur. Devine astfel prima femeie din cantonul Valais aleasă în Consiliul Federal și al 118-lea membru al acestuia din istorie.
La 1 ianuarie 2019, preia conducerea Departamentului federal al apărării, protecției populației și sporturilor (DDPS), devenind prima femeie care conduce acest departament.
La 11 decembrie 2019, este realeasă în Consiliul Federal cu 218 voturi (din 243). La 7 decembrie 2022, este aleasă vicepreședintă a Confederației pentru anul 2023. În cele din urmă, la 13 decembrie 2023, este realeasă consilieră federală și aleasă președintă a Confederației pentru anul 2024.
La 15 ianuarie 2025, își anunță demisia din Consiliul Federal cu efect de la 31 martie același an.

### Orientare politică
Este percepută ca fiind liberală și umanistă în privința subiectelor legate de societate (s-a luptat în special în cantonul Valais pentru legalizarea avortului în regimul numit „al termenelor” și s-a implicat în favoarea cotelor feminine și a căsătoriei pentru toți), ceea ce i-a atras inițial o anumită reticență din partea unor membri ai partidului său, dar beneficiază de sprijinul conservatorilor în calitatea sa de reprezentantă a intereselor cantoanelor montane (s-a implicat, printre altele, pentru cel de-al doilea tunel al Lötschbergului).

### Viață privată
Este necăsătorită, dar și-a ajutat sora, o femeie singură, să-și crească fiica. Cele două surori locuiesc în același imobil din Brig.
Este de religie romano-catolică.